# Choeronycteris mexicana
Choeronycteris mexicana é uma espécie da família Phyllostomidae . É a única espécie no gênero Choeronycteris. Ocorre em El Salvador, Guatemala, Honduras, México e no sul dos Estados Unidos.

## Etimologia
O nome Choeronycteris é derivado do grego choiros (porquinho, leitão) e -nykteris (morcego). O nome específico mexicana refere-se à sua localidade-tipo, no México.

## Descrição
Choeronycteris mexicana tem tamanho médio em relação as outras espécies de morcegos nectarívoros da família Phyllostomidae. O comprimento de seus pelos dorsais pode chegar a 7 mm e a coloração geral varia de cinza a castanho, podendo ser mais claro nos ombros. As asas são cinza-amarronzadas, mais escuras com as pontas mais claras. As orelhas têm a mesma coloração do corpo e variarão em tamanho. A cauda é curta, totalmente contida no uropatágio. O peso corporal varia entre 10 e 20 g, podendo atingir até 25 g em grávidas.
Morcegos da espécie são caracterizados por possuírem um focinho comprido, com uma folha nasal de aproximadamente 5 mm de comprimento. A língua é comprida, estreita e extensível, tipíca de espécie especialistas em ingerir néctar e pólen. Ela é coberta por pequenas papilas semelhantes a pelos, que se tornam mais córneas em direção à base da língua. O crânio tem até 30 mm de comprimento, com o rostro representando 40-50% do comprimento total. Os juvenis têm 22 dentes decíduos, que dão lugar a 30 dentes permanentes.
Como todos os morcegos Phyllostomidae, os indivíduos da espécie usam a ecolocalização. Eles são especialmente sensíveis a altas frequências (65–80 kHz), mas também respondem à frequências mais baixas na faixa de 5 kHz.

### Distribuição e habitat
Nos Estados Unidos, a espécie ocorre no sul do estado da Califórnia e nos estados do Texas, Novo México e Arizona. Mais ao sul, sua distribuição se estende do México até El Salvador, Honduras e Guatemala. Ocorre em altitudes de 300 a 2.400 metros em matagais espinhosos semiáridos e decíduos e florestas mistas de carvalho e coníferas. As populações do norte migram para o sul durante o inverno.

## Biologia
Choeronycteris mexicana alimenta-se de néctar e pólen. Sua língua pode atingir até um terço do comprimento do corpo, permitindo que ele alcance o néctar no interior de uma flor. No sul do Arizona, indivíduos foram registrados alimentando-se de néctar de alimentadores de beija-flores.
A reprodução ocorre entre junho e setembro no Arizona, Novo México e em outras partes dos EUA. No México e América Central, a reprodução ocorre mais cedo e também pode ocorrer uma segunda estação reprodutiva. As fêmeas dão à luz apenas um filhote, embora  o nascimento de gêmeos foi relatado na Guatemala. Machos e fêmeas utilizam abrigos separados durante o período de gestação e parto. Os filhotes nascem bem peludos e começam a voar por volta das 4 a 6 semanas de idade.

## Comportamento
A espécie utiliza cavernas ou prédios abandonados como abrigo diurno. Os indivíduos não formam pequenos grupos, ficando pendurados isoladamente de 2 a 5 cm de distância entre eles e suspensos por um único pé. Se alarmados, eles voam em direção à abertura e à luz. As fêmeas carregam os filhotes durante o voo, mas apenas de um abrigo para outro.
As migrações seguem a disponibilidade regional e sazonal de néctar. O grande tamanho do corpo parece influenciar a distância percorrida por morcegos nectarívoros, possivelmente relacionando ao armazenamento de energia para viajar por áreas sem alimentos disponíveis. De acordo com essa hipótese, C. mexicana pode ser a versão maior e migratória do pequeno táxon irmão residente Musonycteris harrisoni . Espécies residentes, relativamente a espécies migratórias, podem ter áreas de distribuição menores, incluindo áreas de ocorrêcia de espécies de plantas menos energéticas. As espécies migratórias, por outro lado, tendem a concentrar-se em recursos previsíveis e de alta qualidade.

## Conservação
A espécie está classificada como Quase Ameaçada pela IUCN devido à perda de habitat, particularmente os abrigos diurnos em cavernas devido à mineração e ao turismo. É considerada uma espécie de preocupação especial na Califórnia e no Arizona.